# Fullmetal Alchemist the Movie: Conqueror of Shamballa
Fullmetal Alchemist the Movie: Conqueror of Shamballa är en uppföljare till den populära TV-serien Fullmetal Alchemist (japanska Hagane no renkinjutsushi). Serien är baserad på en manga, och därför är både TV-serien och filmen animerad. Filmen hade premiär år 2005.

## Handling
Filmen tar vid där TV-serien slutade och berättar vad som därefter hände med Edward och Alphonse Elric, samt andra viktiga och små rollfigurer i serien. Ed är på andra sidan porten, Tyskland år 1925 och har blivit vän med Alfons Heiderich, som påminner honom om sin bror, Al. Han har även träffat en Rom som liknar Rose, och överallt ser han bekanta ansikten. Edward lever ett lugnt liv på andra sidan porten, men han känner inte att han hör hemma där. En dag får Ed veta att tyskar planerar att öppna en portal till den andra sidan, i sökandet efter Shamballa – hans hemvärld. På andra sidan porten studerar Alphonse åter alkemi, och fastän han har förlorat alla sina minnen då han befann sig i rustningen känner han på sig att Ed, hans bror, fortfarande lever.